# D'Aymeries
D'Aymeries, baron d'Hierges est un homme d'armes et tyran qui fut actif au cours de la première moitié du XVIe siècle.
En 1521, il serait l'étincelle ayant déclenché le conflit de trente-huit ans entre Charles Quint et François Ier.

## Sources
- Jean-Baptiste-Joseph Boulliot, Biographie ardennaise ou Histoire des Ardennais qui se sont fait remarquer ..., Paris, chez l'éditeur rue de l'Arbre-Sec n°9 et chez Ledoyen, librairie, Palais Royal, galerie d'Orléans,n°33, 1830 (lire en ligne), « D'Aymeries ».